# ПСВ
ПСВ (нід. PSV — Philips Sport Vereniging — укр. Спортивна спілка Філіпс) — нідерландський професіональний футбольний клуб з міста Ейндговена. Виступає в Ередивізі, вищому рівні нідерландського футболу, з часу заснування ліги в 1956 році. Разом з «Аяксом» та «Феєнордом» входить до «великої трійки» найтитулованіших клубів Ередивізі.
Заснований 31 серпня 1913 року, як команда робітників «Філіпс». Історія ПСВ містить дві золоті епохи, пов'язані з перемогами в Кубку УЄФА в 1978 році та в Кубку європейських чемпіонів 1987–88, яка ввійшла до сезонного треблу в 1988 році.
Клуб 25 разів ставав чемпіоном Нідерландів; одинадцять разів ставав володарем кубка країни та рекордні чотирнадцять — суперкубка. Протягом багатьох років ПСВ зарекомендував себе як сходинку для майбутніх гравців світового класу, таких як Рууд Гулліт, Роналд Куман, Ромаріу, Роналду, Філліп Коку, Будевейн Зенден, Яп Стам, Руд ван Ністелрой, Ар'єн Роббен, Марк ван Боммел, Пак Чісон, Джорджиньо Вейналдум, Мемфіс Депай та Коді Гакпо.
Клуб з часу заснування грає на стадіоні «Філіпс» і зберігає свої кольори (червоний і білий). Тісний зв'язок із «Філіпс» можна засвідчити в спонсорстві клубу, спільному використанні технологій і зв'язках із членами правління. Вболівальники називають себе «селянами» або «фермерами» (нід. Boeren), пишаючись статусом Ейндговена як провінційного міста та своєю брабантською спадщиною.

## Історія

### Заснування
Першу футбольну команду робітників заводу «Philips» було організовано в грудні 1910 року, а за місяць, 15 січня 1911 року було зіграно першу гру проти команди Фредериклаане. Матч відбувався в тому місці, де пізніше збудують стадіон Філіпс. Подія зацікавила співвласника заводу Антона Філіпса, який відвідав наступний матч команди проти Вюнсела та виступив з привітальним словом.
31 серпня 1913 року, за згодою власників заводу, був створений спортивний клуб, де серед багатьох дисциплін, робітники могли займатися футболом. Спочатку за команду дозволялося виступати лише працівникам компанії, але з 1928 року керівники клубу дозволили виступи гравців з-за меж заводу.

### Шлях до першого чемпіонства
ПСВ приєднався до регіональної ліги в 1914 року, а уже в сезоні 1921/22 дебютував у вищому її дивізіоні. Після чотирьох років в еліті, ПСВ вилетів, але вже через сезон, у 1926-му повернувся до вищого дивізіону і від тоді жодного разу його не покидав.
У сезоні 1928/29 клуб вперше став чемпіоном Нідерландів. Тогочасний формат змагання передбачав 2 етапи розіграшу: спочатку визначалися переможці п'яти регіональних чемпіонатів, які пізніше розігрували трофей в чемпіонській лізі. ПСВ легко переміг в змаганні Вищої ліги Південного округу, відірвавшись від переслідувачів на чотири перемоги, а в чемпіонській групі зустрівся з командами «Спарта», «Велосітас», «Феєнорд» та «Гоу Егед», та здобувши перемогу у восьмому турі над «Велосітас» гарантував собі чемпіонство.
У 1933 році футбольний підрозділ було відокремлено від спортивної спілки ПСВ й переведено на окреме фінансування, таким чином створили повноцінний футбольний клуб. Вже в наступному сезоні команда вдруге виграла національний чемпіонат, а національний кубок підкорився лише після третьої участі в фіналі в сезоні 1949/50.

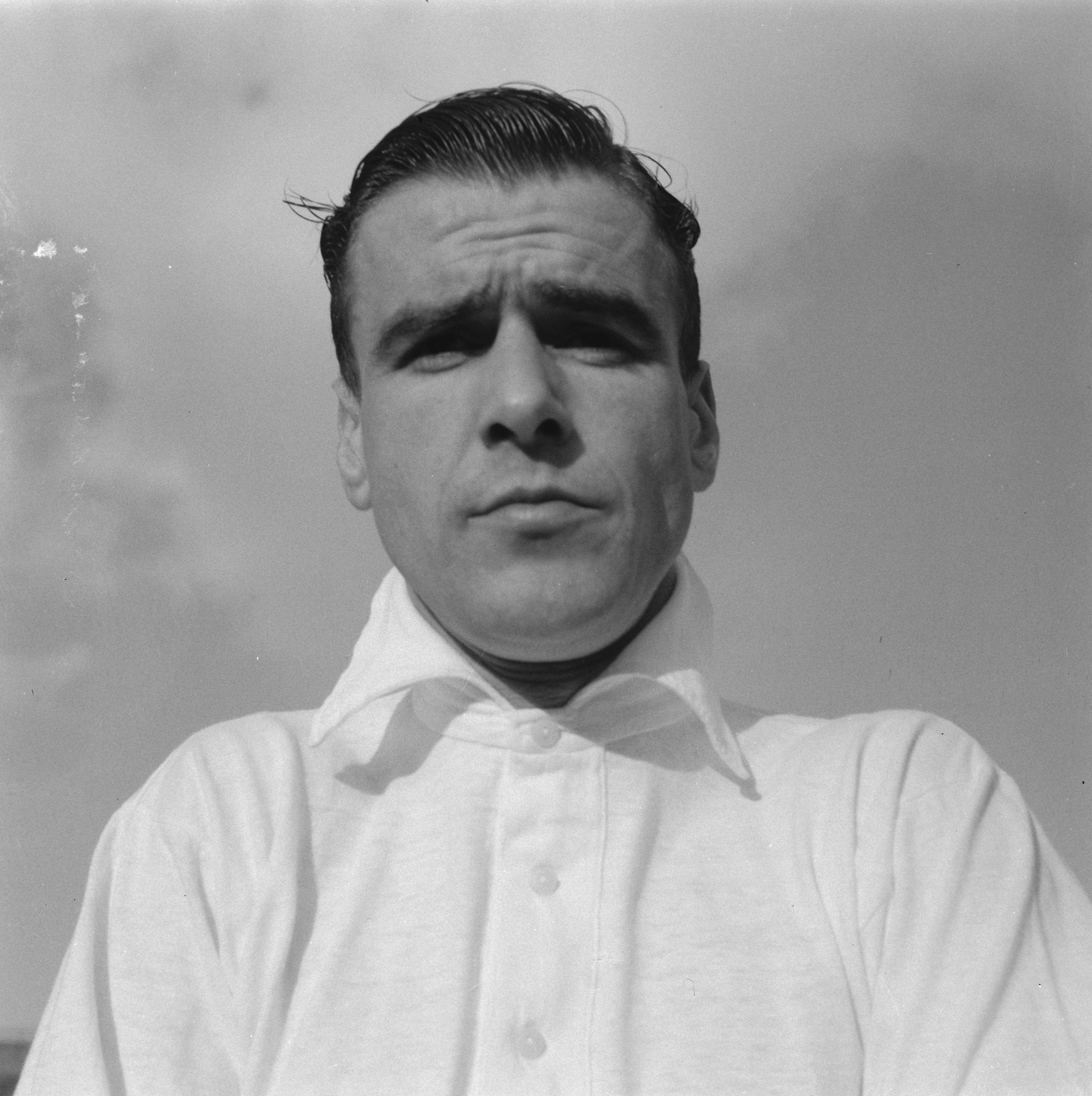
У першому же розіграші Ередивізі нападнику ПСВ Коену Діллену вдалось встановити бомбардирський рекорд чемпіонату - 43 м'ячі, що досі залишається недосяжним

### Реформа голландського футболу та дебют в єврокубках
У 1953 році у Футбольній федерації Нідерландів (KNVB) стався розкол, що призвів до виокремлення Професійної футбольної асоціації Нідерландів, створення професійних футбольних клубів та проведення двох окремих чемпіонатів. Функціонери команд, які не приєдналися до заколотників і залишилися в статусі аматорських, через побоювання, що їх кращі гравці приєднаються до професійних команд, звернулися до федерації з проханням врегулювати ситуацію. В результаті була проведена реформа національних змагань, регіональні ліги були розпущені, їм на зміну прийшла система рангових ліг, до вищої ліги (Ередивізі) увійшли по 9 представників від Федерації та Професійної асоціації, в тому числі ПСВ. Команда зайняла п'яте місце за результатами сезону, а її нападник Коен Діллен забив 43 голи в чемпіонаті, що досі залишається рекордом Ередивізі.
За два роки до того голландська федерація приєдналася до УЄФА і починаючи з сезону 1955/56 здобула право делегувати свого представника до Кубку Європейських чемпіонів. Представником від Нідерландів мав стати «Голланд Спорт», проте клуб відмовилися від участі, тому це право здобув ПСВ. У першому раунді суперником «червоно-білих» став австрійський «Рапід». Перший тайм виїзного матчу завершився з рахунком 1:1, але команда повністю провалила другий тайм, пропустивши п'ять м'ячів без відповіді. Домашній поєдинок закінчився мінімальною перемогою господарів 1:0, але із загальним рахунком 6:2 далі пройшов «Рапід».
У сезоні 1962/63 команда здобула своє четверте в історії чемпіонство, проте наступне десятиліття виявилося кризовим для клубу. Через невиразні результати та тиск з боку профспілки робітників, «Philips» скоротили фінансування футбольного клубу. Ситуація змінилася лише після 1970-го, коли команда знову регулярно займала призові місця в чемпіонаті.

### Золота епоха ПСВ
1970-ті роки для клубу стали «золотими». У ці роки в клубі грали такі зірки нідерландського футболу, як Віллі ван де Керкгоф, Ян ван Беверн, Губ Стевенс, Віллі ван дер Кюйлен та інші. Із цими зірками «фермери» за цей час виграли два національних кубка, тричі ставали золотими призерами Ередивізі, а у 1978 році виграли Кубок УЄФА, обігравши французьку «Бастію» (0:0 та 3:0).

## Досягнення
- Чемпіон Нідерландів (26): 1928/29, 1934/35, 1950/51, 1962/63, 1974/75, 1975/76, 1977/78, 1985/86, 1986/87, 1987/88, 1988/89, 1990/91, 1991/92, 1996/97, 1999/00, 2000/01, 2002/03, 2004/05, 2005/06, 2006/07, 2007/08, 2014/15, 2015/16, 2017/18, 2023/24, 2024/25
- Володар кубка Нідерландів (11): 1949/50, 1973/74, 1975/76, 1987/88, 1988/89, 1989/90, 1995/96, 2004/05, 2011/12, 2021/22, 2022/23
- Володар Суперкубка Нідерландів (15): 1992, 1996, 1997, 1998, 2000, 2001, 2003, 2008, 2012, 2015, 2016, 2021, 2022, 2023, 2025
- Переможець Кубка європейських чемпіонів: 1987/88
- Володар Кубка УЄФА: 1977/78

## Склад команди
Станом на 13 липня 2025
| №  | Поз. | Нац.       | Гравець            |
| -- | ---- | ---------- | ------------------ |
| 1  | ВР   | Нідерланди | Нік Олей           |
| 3  | ЗХ   | Іспанія    | Ярек Гасьоровський |
| 4  | ЗХ   | Нідерланди | Армандо Обіспо     |
| 5  | НП   | Хорватія   | Іван Перишич       |
| 6  | ЗХ   | Нідерланди | Раян Фламінго      |
| 7  | НП   | Нідерланди | Рубен ван Боммел   |
| 8  | ЗХ   | США        | Сержиньйо Дест     |
| 10 | НП   | Нідерланди | Ноа Ланг           |
| 11 | НП   | Бельгія    | Йоган Бакайоко     |
| 14 | НП   | США        | Рікардо Пепі       |
| 16 | ВР   | Нідерланди | Йоел Дроммел       |

| №  | Поз. | Нац.                 | Гравець             |
| -- | ---- | -------------------- | ------------------- |
| 17 | ПЗ   | Бразилія             | Мауро Жуніор        |
| 19 | НП   | Боснія і Герцеговина | Есмір Байрактаревич |
| 20 | ПЗ   | Нідерланди           | Гус Тіл             |
| 21 | НП   | Марокко              | Коухаіб Дріош       |
| 22 | ПЗ   | Нідерланди           | Єрді Схаутен        |
| 23 | ПЗ   | Нідерланди           | Джої Верман         |
| 24 | ВР   | Нідерланди           | Нік Схікс           |
| 26 | ПЗ   | Нідерланди           | Ісак Бабаді         |
| 28 | ПЗ   | Нідерланди           | Тіго Ланд           |
| 34 | ПЗ   | Марокко              | Ісмаель Саїбарі     |
| 39 | ЗХ   | Буркіна-Фасо         | Адамо Нагало        |

## Відомі гравці

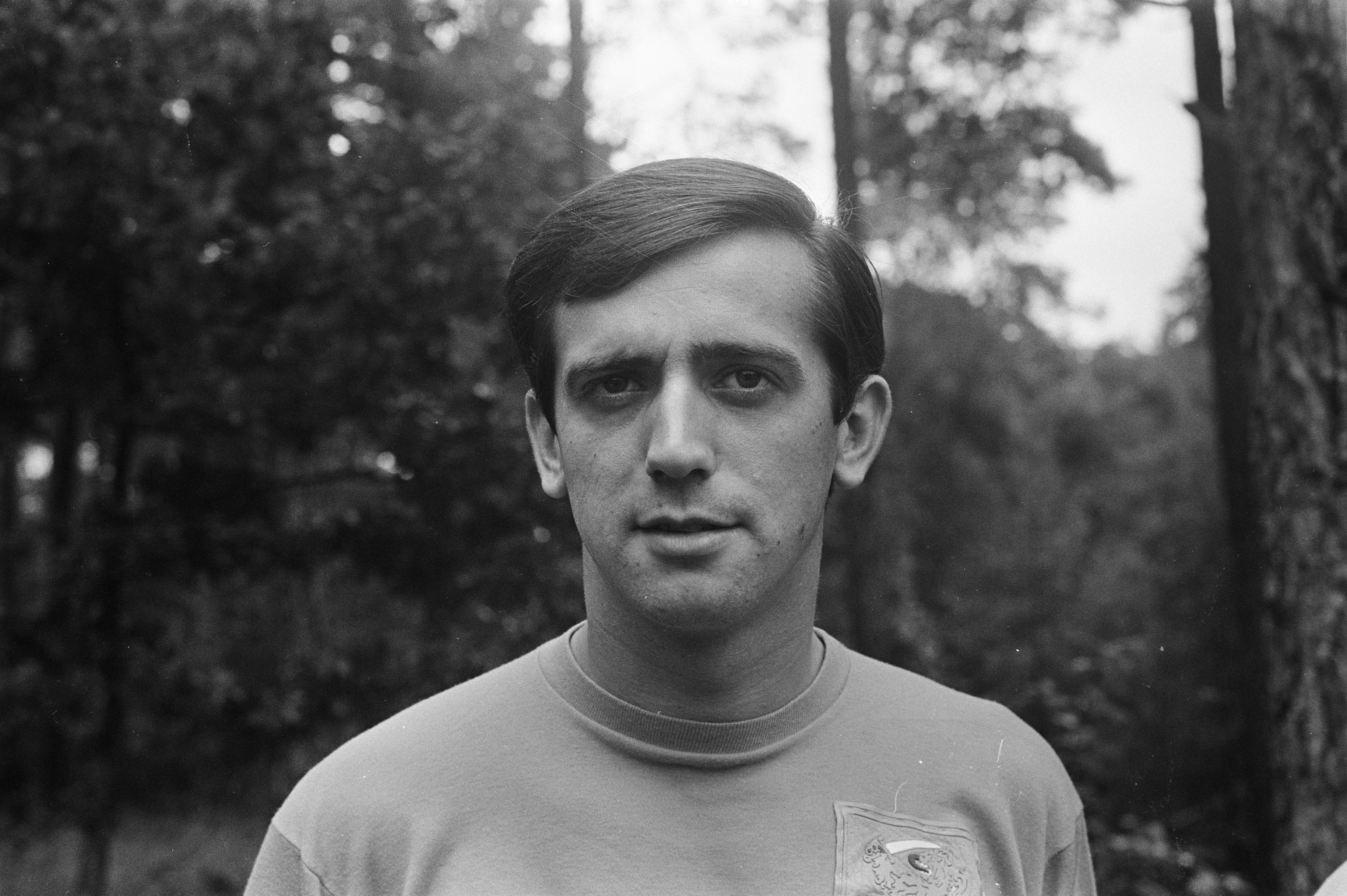
Віллі ван дер Кюйлен — найкращий бомбардир клубу за усю його історію.

| Нідерландські гравці - Рууд Гулліт - Віллі ван дер Кюйлен - Коен Діллен - Ян ван ден Броек - Піет Франсен - Руд ван Ністелрой - Віллі ван де Керкгоф - Беренд Шолтенс - Ібрагім Афеллай - Вілфред Баума - Марк ван Боммел - Ерні Брандтс - Ганс ван Брекелен - Роналд Ватеррес - Ян Веннегор оф Гесселінк - Пітер Вілдсхут - Пім Дусбург - Будевейн Зенден - Вім Йонк - Рене ван де Керкгоф - Ервін Куман - Гаррі Любсе | Європейські футболісти - Люк Ніліс - Ян Гайнтзе - Денніс Роммедаль - Лієве Штейґер - Георге Попеску - Джуджак Балаж - Юрій Никифоров - Дмитро Хохлов - Матея Кежман - Йоган Фоґель - Ральф Едстрем - Клас Інгессон - Андреас Ісакссон - Ула Тойвонен - Данко Лазович - Олександр Зінченко Американські футболісти - Алекс Родріго Діас да Коста - Алсідіс Едуарду Мендіс - Еурелью Гомес - Роналду | - Ромаріу - Карлос Сальсідо - Ірвінг Лосано - Джефферсон Фарфан - ДаМаркус Бізлі Африканські футболісти - Нордін Амрабат - Ерік Аддо Азійські футболісти - Лі Йон Пхьо - Пак Чі Сон Футболісти з Океанії - Джейсон Чуліна |  |

## Усі тренери

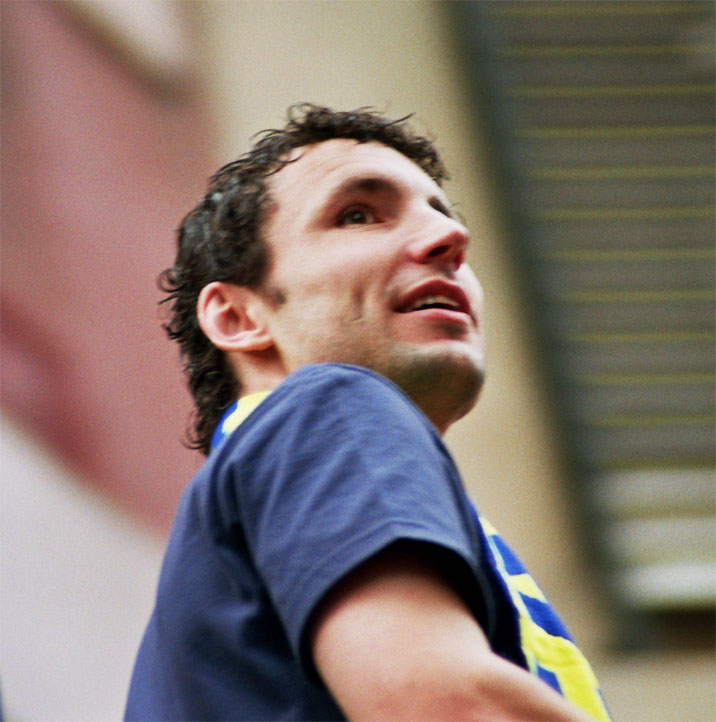
Марк ван Боммел — один з відомих гравців ПСВ

| - Кеес Мейндерс (1914–1916) - Вот Буітенвеґ (1916–1921) - Ян Вос (1921–1922) - Джон Леві (1922–1926) - Бен Гукстейд (1926–1927) - Ігназ Клейн (1927–1928) - Йуп Клейн Вентінк (1928–1929) - Джек Галл (1929–1935) - Сем Вадсворт (1935–1938; 1945–1951) - Ян ван дер Броек (1938–1942) - Коен Делсен (1942–1945) - Гаррі Топпінґ (1951–1952) - Губ де Лєув (1952 — 1956) - Любіша Брочіч (1956–1957; 1959–1960) |  | - Джордж Гердвік (1957–1958) - Кес ван Дійк (1958–1959) - Франц Біндер (1960–1962) - Брам Аппель (1962–1967) - Мілан Ніколіч (1967) - Вім Блокленд (1967–1968) - Курт Ліндер (1968–1972) - Кес Рейверс (1972–1980; 1995) - Ян Рекер (1980; 1983–1986) - Тейс Лібреґдс (1968 — 1970) - Ганс Краай (1987) - Гус Гіддінк (1987–1990; 2002–2006) - Боббі Робсон (1990–1992; 1998–1999) |  | - Ганс Вестергоф (1992–1993) - Аад де Мос (1993–1994) - Дік Адвокат (1994–1998; 2012–2013) - Ерік Ґеретс (1999–2002) - Рональд Куман (2006–2007) - Ян Ваутерс (2007) - Сеф Вергуссен (2008) - Губ Стевенс (2008–2009) - Двайт Лодевегес (2009) - Фред Руттен (2009–2012) - Філліп Коку (2012; 2013—2018) - Марк ван Боммел (2018—2019) - Ернест Фабер (2019—2020) - Роджер Шмідт (2020—т. ч.) |